# 氣球母艦

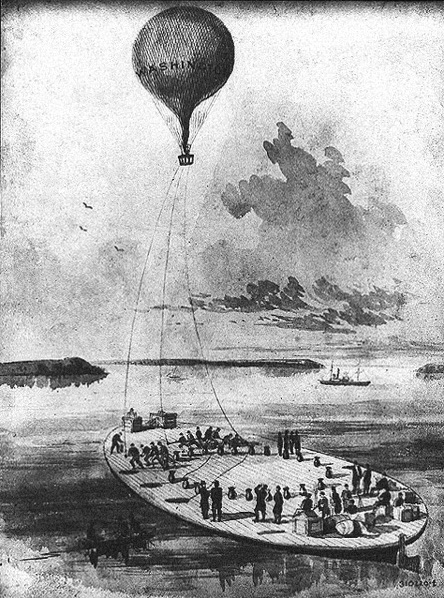
聯合軍(北軍)氣球「華盛頓號」被搭載在「喬治·華盛頓·帕爾克·卡斯提斯」號上。

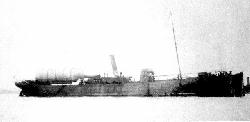
一艘俄羅斯的氣球母艦「露西」號，1904年。

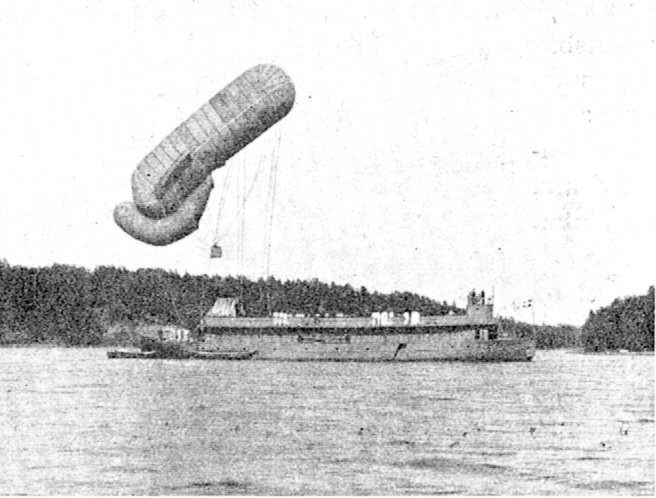
瑞典1號氣球母艦，1907年。

氣球母艦是一種裝備氣球的船隻（通常有用繩子連接氣球與母艦，氣球用來載人觀察船隻周圍海域）。在19世紀後半葉與20世紀初時，這些船隻是因需要有愈廣愈好的觀測範圍而被建造。根據多次試驗後，這種船隻被定型在1900年代，但大約在第一次世界大戰的時候，這種船的用途很快的被後發展出的水上飛機母艦與航空母艦取代。

## 歷史
目前已知這種船種最早在1849年6月12日被使用，當時是由奧地利海軍的Vulcano號上升空了一個有人控制的熱氣球，它的目的是從空中轟炸威尼斯，雖然這項任務因遭遇逆風而未成功執行。
在美國內戰的半島戰役中，一些充氣氣球被用來偵察邦聯軍(南軍)的位置。此時戰場由平原內陸轉入半島茂密的森林區，在這里氣球無法起降。一艘運煤艀「喬治·華盛頓·帕爾克·卡斯提斯」號被清空了甲板空出空間來放置發氣機與一些氣球設備。